# Dienhausen
Dienhausen ist ein Gemeindeteil von Denklingen im oberbayerischen Landkreis Landsberg am Lech.

## Geografie
Das Kirchdorf Dienhausen liegt circa zwei Kilometer südlich von Denklingen an der Kreisstraße LL 17 am Rande des Sachsenrieder Forsts.

## Geschichte
Erstmals erwähnt wird Dienhausen 1392 als Tünhausen, der Ortsname stammt von dem Personennamen Tuono.
Die Landeshoheit lag bis zur Säkularisation 1803 beim Hochstift Augsburg, die Ortsherrschaft jedoch beim Kloster St. Mang in Füssen. 
Dienhausen kam 1818 zum neu errichteten Landgericht Buchloe. 1826 werden 250 Tagwerk Gemeindegrund und 17 Anwesen erwähnt.
Im 19. Jahrhundert war neben der Landwirtschaft die Köhlerei ein wichtiger Erwerbszweig. So wurden 1830 knapp 25 Kohlehaufen abgebrannt.
Das Forstamt des Sachsenrieder Forstes befand sich von 1885 bis 1917 in Dienhausen.
Am 1. Juli 1972 wurde die bis dahin selbstständige Gemeinde Dienhausen im Zuge der Gebietsreform in Bayern nach Denklingen eingegliedert.

## Baudenkmäler
Siehe auch: Liste der Baudenkmäler in Dienhausen
- Katholische Kapelle St. Magnus, erbaut 1733

## Bodendenkmäler
Siehe: Liste der Bodendenkmäler in der Gemarkung Dienhausen